# Явапай (округ)
Я́вапай (англ. Yavapai County) — округ в штате Аризона, США. Официально образован в 1864 году. По состоянию на 2010 год, численность населения составляла 211 073 человека.

## География
По данным Бюро переписи США, общая площадь округа равняется 21 051,541 км2, из которых 21 038,591 км2 суша и 11,396 км2 или 0,050 % это водоёмы.

## Население
По данным переписи населения 2000 года в округе проживает 167 517 жителей в составе 70 171 домашних хозяйств и 46 733 семей. Плотность населения составляет 8,00 человек на км2. На территории округа насчитывается 81 730 жилых строений, при плотности застройки около 4,00-х строений на км2. Расовый состав населения: белые — 91,89 %, афроамериканцы — 0,39 %, коренные американцы (индейцы) — 1,60 %, азиаты — 0,51 %, гавайцы — 0,08 %, представители других рас — 3,58 %, представители двух или более рас — 1,95 %. Испаноязычные составляли 9,78 % населения независимо от расы.
В составе 23,80 % из общего числа домашних хозяйств проживают дети в возрасте до 18 лет, 55,00 % домашних хозяйств представляют собой супружеские пары проживающие вместе, 8,10 % домашних хозяйств представляют собой одиноких женщин без супруга, 33,40 % домашних хозяйств не имеют отношения к семьям, 26,70 % домашних хозяйств состоят из одного человека, 12,40 % домашних хозяйств состоят из престарелых (65 лет и старше), проживающих в одиночестве. Средний размер домашнего хозяйства составляет 2,33 человека, и средний размер семьи 2,79 человека.
Возрастной состав округа: 21,10 % моложе 18 лет, 7,10 % от 18 до 24, 22,40 % от 25 до 44, 27,40 % от 45 до 64 и 27,40 % от 65 и старше. Средний возраст жителя округа 44 лет. На каждые 100 женщин приходится 96,20 мужчин. На каждые 100 женщин старше 18 лет приходится 93,50 мужчин.
Средний доход на домохозяйство в округе составлял 34 901 USD, на семью — 40 910 USD. Среднестатистический заработок мужчины был 30 738 USD против 22 114 USD для женщины. Доход на душу населения составлял 19 727 USD. Около 7,90 % семей и 11,90 % общего населения находились ниже черты бедности, в том числе — 15,90 % молодежи (тех, кому ещё не исполнилось 18 лет) и 6,70 % тех, кому было уже больше 65 лет.